# Andreas Rotheneder
Andreas Rotheneder (* 15. November 1965 in Wiener Neustadt) ist ein österreichischer Offizier, derzeit im Range eines Generalmajors.

## Leben

### Ausbildung und erste Verwendung
Andreas Rotheneder trat in das Bundesheer ein und wurde 1988 von der Theresianischen Militärakademie als Artillerieoffizier ausgemustert.
Anschließend war er unter anderem als Lehroffizier an der Artillerieschule in Baden tätig.

### Dienst als Stabsoffizier
Von 1997 bis 2000 absolvierte er den 15. Generalstabslehrgang an der Landesverteidigungsakademie.
Rotheneder absolvierte verschiedene Lehrgänge für Stabsoffiziere, unter anderem den Field Artillery Officer Advanced Course in Fort Sill, Oklahoma, den NATO Operational Logistics Planning Course und den European Security and Defense College High Level Course.
Von 2008 bis 2011 war er als Referatsleiter und stellvertretender Leiter der Abteilung Militärpolitik des BMLVS tätig.
Zwischendurch war er bis 5. März 2010 Bataillonskommandant des Aufklärungs- und Artilleriebataillon 3.
Im Auslandseinsatz war er unter anderem als Chef des Stabes und Stv. Kommandant der UNDOF-Mission des Bundesheeres am Golan. Bis Ende Juni 2023 war er Leiter des Instituts für Höhere Militärische Führung an der Landesverteidigungsakademie in Wien. Zum 1. Juli 2023 übernahm er den Posten des Adjutanten des Österreichischen Bundespräsidenten. Zudem ist er Mitglied der Kommission für die wissenschaftliche Zusammenarbeit mit Dienststellen des Bundesministerium für Landesverteidigung (MILKOM)  der Österreichischen Akademie der Wissenschaften.

### Auslandseinsätze
- 2012 als stellvertretender österreichischer Kontingentskommandant und als Chef des Stabes[1] der UNDOF-Mission am Golan.[5]